# Saint-Romain-la-Motte
Saint-Romain-la-Motte is een gemeente in het Franse departement Loire (regio Auvergne-Rhône-Alpes). De plaats maakt deel uit van het arrondissement Roanne. Saint-Romain-la-Motte telde op 1 januari 2022 1.423 inwoners.

## Geografie
De oppervlakte van Saint-Romain-la-Motte bedroeg op 1 januari 2022 27,56 vierkante kilometer; de bevolkingsdichtheid was toen 51,6 inwoners per km².

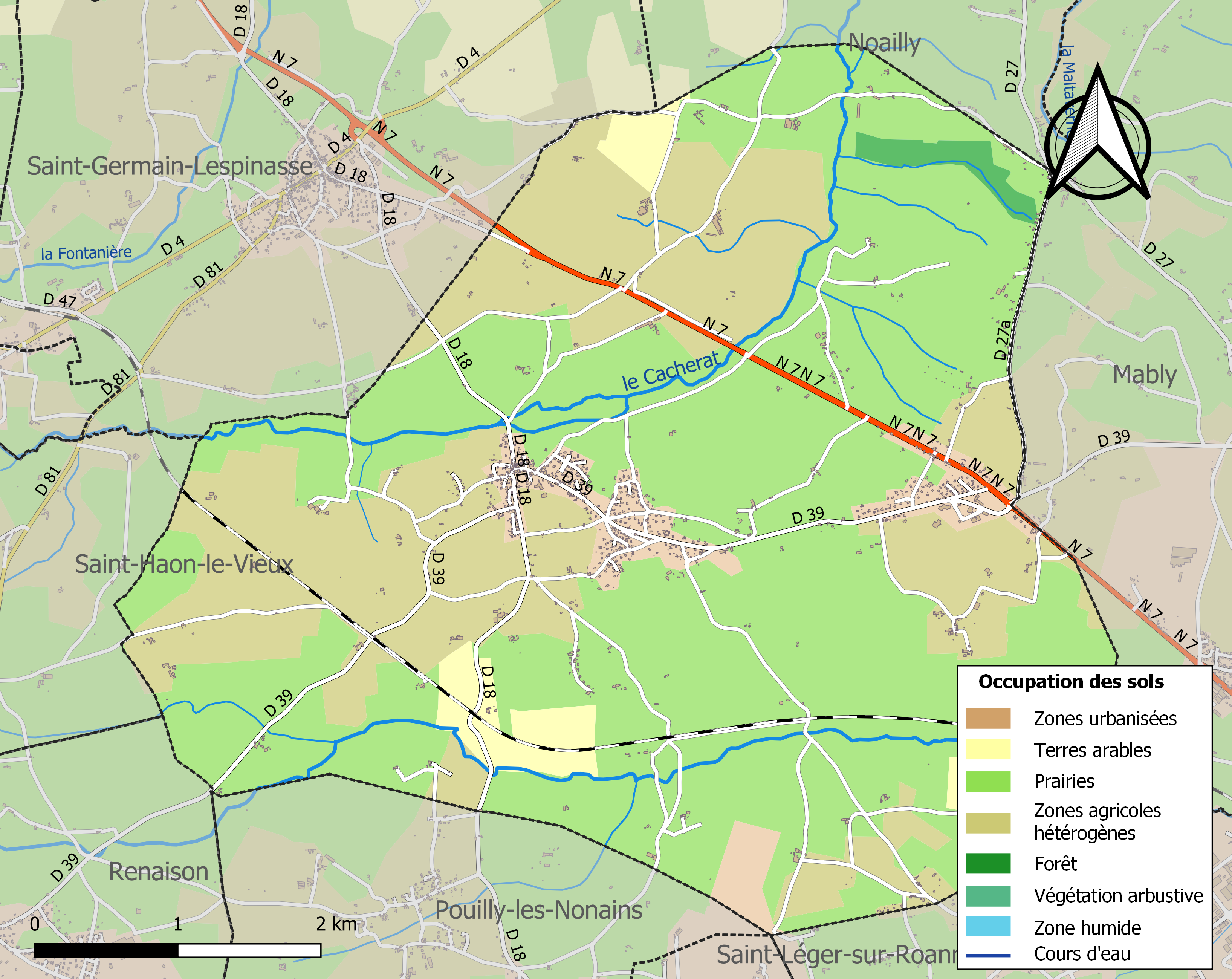
Kaart van de gemeente met de belangrijkste infrastructuur, bodemgebruik en omliggende gemeenten

## Demografie
Onderstaande figuur toont het verloop van het inwonertal (bron: INSEE-tellingen).